# Henry Pelham-Clinton, 5. Duke of Newcastle

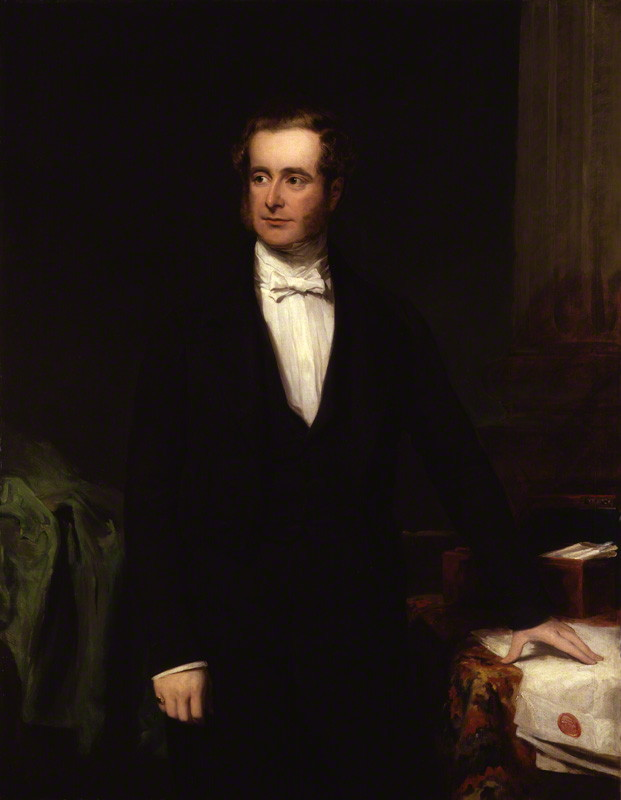
Henry Pelham-Clinton, 5. Duke of Newcastle

Henry Pelham Pelham-Clinton, 5. Duke of Newcastle-under-Lyne, KG, PC (* 22. Mai 1811 in 39 Charles Street, Berkeley Square, London; † 18. Oktober 1864 in Clumber Park, Nottinghamshire) war ein britischer Politiker der Tories, der Conservative Party, der Peelites sowie zuletzt der Liberal Party, der unter anderem zwischen 1832 und 1851 Mitglied des Unterhauses (House of Commons), von 1841 bis 1846 Erster Kommissar für Wälder und Forsten und 1846 Chefsekretär für Irland (Chief Secretary for Ireland) war. 1851 beerbte er seinen Vater als 5. Duke of Newcastle und war dadurch fortan bis zu seinem Tode 1864 Mitglied des Oberhauses (House of Lords). Er war ferner zwischen 1852 und 1854 Minister für Krieg und Kolonien (Secretary of State for War and the Colonies), von 1854 bis 1855 Kriegsminister sowie zwischen 1859 und 1864 Kolonialminister. Darüber hinaus fungierte er zwischen 1857 und 1864 als Lord Lieutenant von Nottinghamshire sowie von 1862 bis 1864 Lord Warden of the Stannaries.

## Leben

### Familiäre Herkunft, Unterhausabgeordneter und erste Regierungsämter
Henry Pelham Pelham-Clinton war eines von vierzehn Kindern und der älteste Sohn von Henry Pelham-Clinton, 4. Duke of Newcastle (1785–1851), der zwischen 1809 und 1839 ebenfalls Lord Lieutenant von Nottinghamshire war, und dessen Ehefrau Georgina Elizabeth Mundy (1789–1822), Tochter des Unterhausabgeordneten Edward Miller Mundy (1750–1822). Als Heir apparent seines Vaters führte er zu dessen Lebzeiten den Höflichkeitstitel Earl of Lincoln. Zu seinen Geschwistern gehörten Lord Charles Pelham Pelham-Clinton (1813–1894), der zwischen 1852 und 1857 ebenfalls Mitglied des Unterhauses war. Seine jüngere Schwester Lady Caroline Augusta Pelham-Clinton (1818–1898) war die Ehefrau von Admiral Sir Cornwallis Ricketts, 2. Baronet (1803–1885), während seine Schwester Lady Henrietta Pelham-Clinton (1819–1890) mit Admiral Edwin Tennyson d’Eyncourt (1813–1903) verheiratet war. Sein jüngerer Bruder Lord Robert Renebald Pelham-Clinton (1820–1867) gehörte zwischen 1852 und 1865 dem Unterhaus ebenfalls als Abgeordneter an. Er selbst besuchte das renommierte Eton College und absolvierte im Anschluss ein Studium am Christ Church College der Universität Oxford.
Bei der Unterhauswahl am 19. Dezember 1832 wurde Pelham-Clinton für die konservativen Tories im Wahlkreis South Nottinghamshire erstmals zum Mitglied des Unterhauses (House of Commons) gewählt und vertrat diesen Wahlkreis nach seinen Wiederwahlen 1835, 1837 und 1841 bis zum 27. Februar 1846. In der ersten Regierung Peel übernahm er vom 10. Dezember 1834 bis zum 18. April 1835 als Lord im Schatzamt (Lord of the Treasury) sein erstes Regierungsamt.
In der zweiten Regierung Peel wurde er am 16. März 1841 als First Commissioner of Woods and Forests Erster Kommissar für Wälder und Forsten und bekleidete dieses Amt bis zu seiner Ablösung durch Charles Canning, 2. Viscount Canning am 2. März 1846. Während seiner Amtszeit wurde er am 3. September 1841 Mitglied des Privy Council, des Geheimen Kronrates, sowie im Februar 1845 als Erster Kommissar für Wälder und Forsten auch formell Mitglied des zweiten Kabinetts Peel. In diesem fungierte er zwischen dem 14. Februar und dem 30. Juni 1846 noch als Chefsekretär für Irland (Chief Secretary for Ireland). Er verzichtete auf sein Abgeordnetenmandat im Wahlkreis South Nottinghamshire am 27. Februar 1846, als er wegen der Unterstützung der Freihandelsmaßnahmen von Premierminister Robert Peel verdrängt wurde. Stattdessen wurde er bei einer Nachwahl im Wahlkreis Falkirk Burghs wieder zum Mitglied des Unterhauses gewählt und gehörte diesem nach seiner Wiederwahl 1847 bis zum 12. Januar 1851 an.

### Oberhausmitglied, Minister und Lord Lieutenant of Nottinghamshire

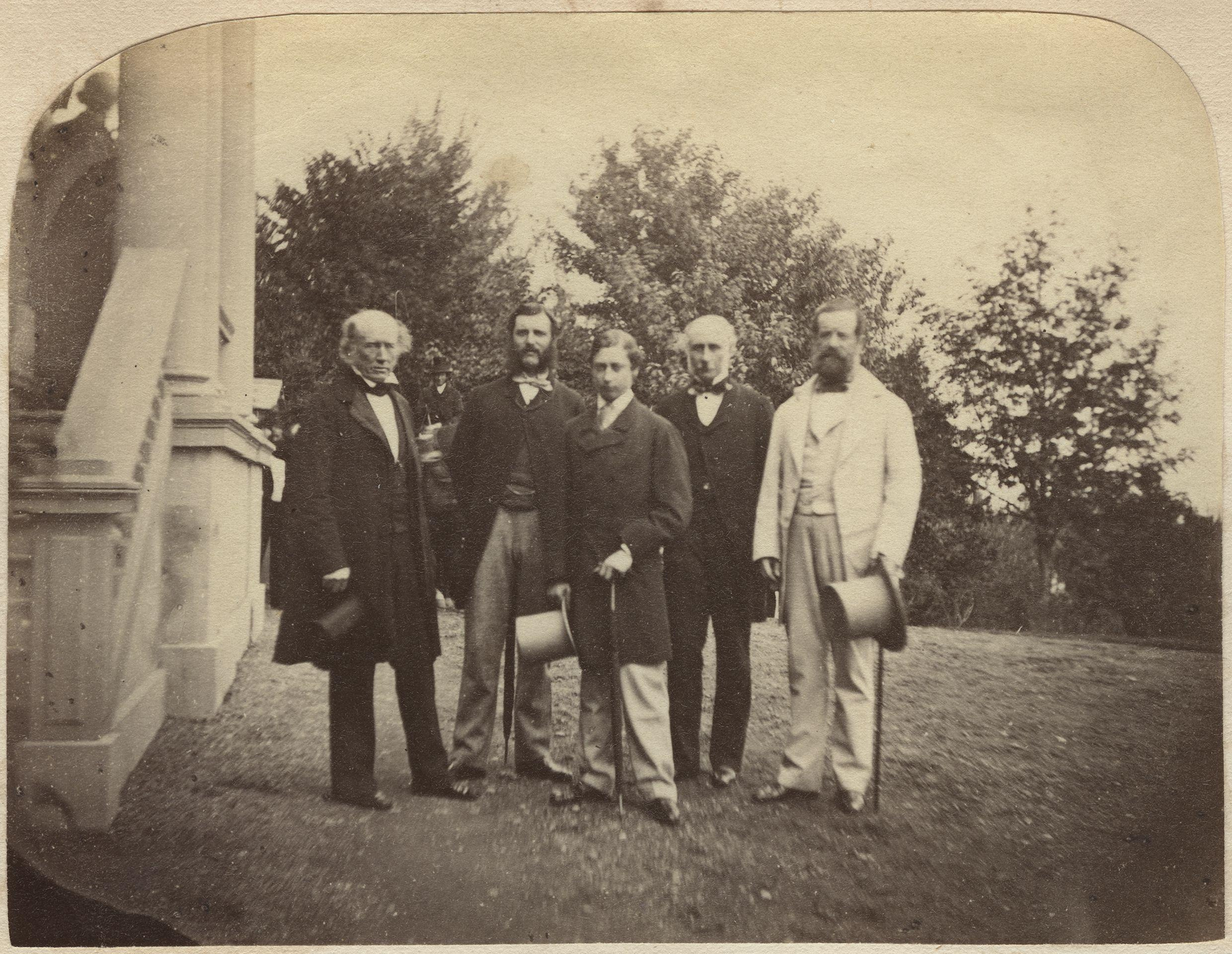
Henry Pelham-Clinton, 5. Duke of Newcastle (rechts) mit Sir Edmund Walker Head, Sir Christopher Teesdale, dem Prince of Wales Albert Edward und Sir Robert Bruce (v.l.n.r), 1. Januar 1860.

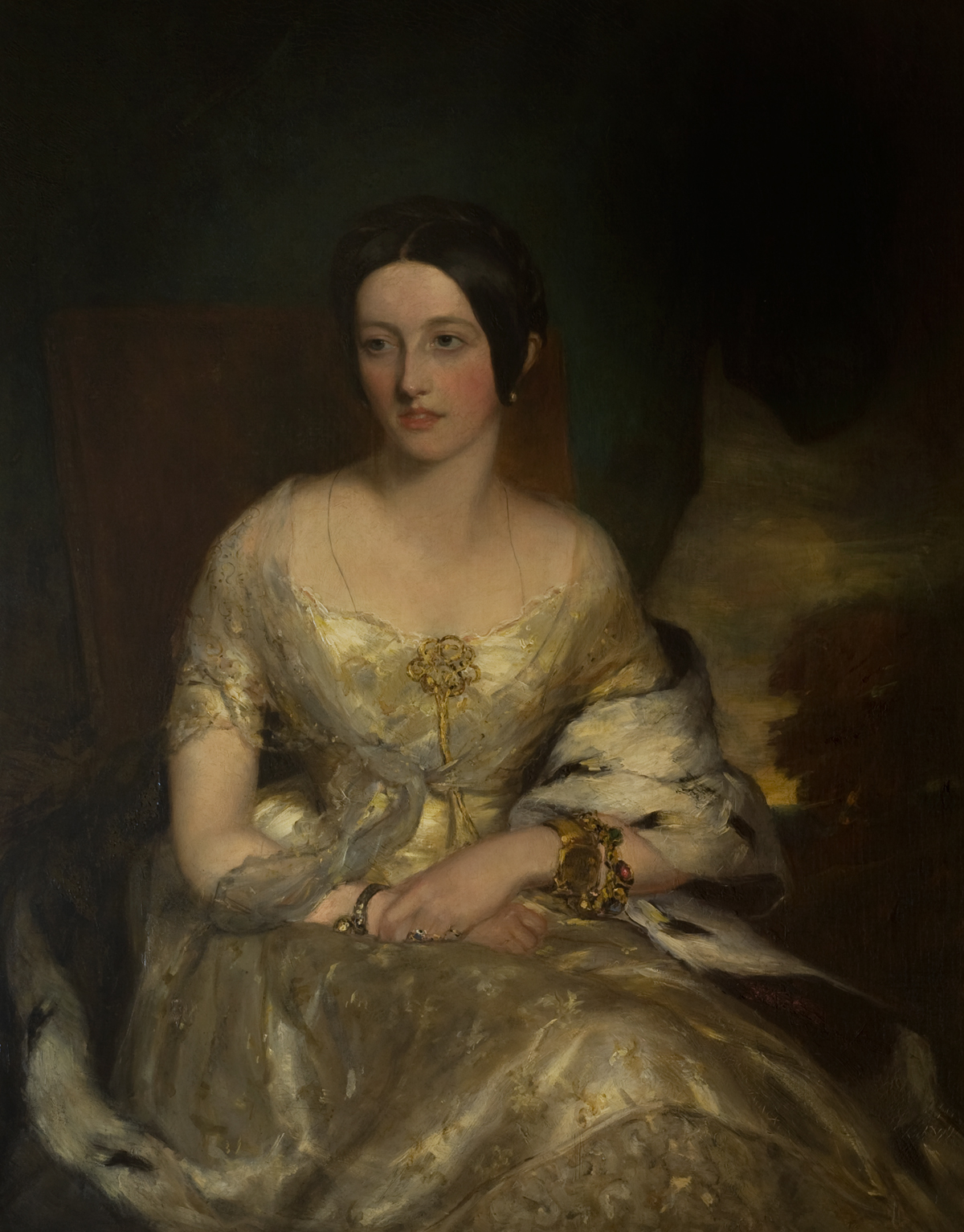
Lady Susan Harriet Catherine Hamilton war von 1832 bis zur Scheidung 1850 mit Henry Pelham-Clinton, 5. Duke of Newcastle, verheiratet.

Beim Tod seines Vaters am 12. Januar 1851 erbte er dessen Adelstitel als 5. Duke of Newcastle-under-Lyne (geschaffen 1756) und 12. Earl of Lincoln (geschaffen 1572). Aufgrund der Titel wurde er Mitglied des Oberhauses (House of Lords), dem er bis zu seinem Tode am 18. Oktober 1864 Mitglied angehörte, und schied dazu aus dem Unterhaus aus. Als Unterstützer von George Hamilton-Gordon, 4. Earl of Aberdeen gehörte er zu der nach dem verstorbenen Premierminister Robert Peel benannten Faktion der Peelites. In der Regierung Aberdeen übernahm er am 28. Februar 1852 zunächst das Amt als Minister für Krieg und Kolonien (Secretary of State for War and the Colonies). Nachdem dieses im Zuge des Krimkrieges am 10. Juni 1854 aufgeteilt und neu organisiert wurde, war er zwischen dem 12. Juni 1854 und dem 30. Januar 1855 Kriegsminister (Secretary of State for War), während Sir George Grey das Amt des Kolonialministers übernahm. Als Nachfolger von John Lumley-Savile, 8. Earl of Scarbrough wurde er 1857 Lord Lieutenant der Grafschaft Nottinghamshire und hatte dieses Amt bis zu seinem Tode 1864 inne, woraufhin Edward Strutt, 1. Baron Belper seine Nachfolge antrat.
Am 18. Juni 1858 übernahm Henry Pelham-Clinton, 5. Duke of Newcastle, in der zweiten Regierung Palmerston den Posten als Kolonialminister (Secretary of State for the Colonies). Er bekleidete diesen bis zum 7. April 1864 und wurde darauf von Edward Cardwell abgelöst. Am 17. Dezember 1860 wurde er als Knight Companion in den Hosenbandorden aufgenommen. Zuletzt wurde er als Nachfolger von Prinzgemahl Albert 1862 Lord Warden of the Stannaries, das ranghöchste zeremonielle Amt im Herzogtum Cornwall, und hatte dieses bis zu seinem Tode 1864 inne, woraufhin Edward Portman, 1. Viscount Portman in ablöste.

### Ehe und Nachkommen
Henry Pelham Pelham-Clinton war vom 27. November 1832 bis zur Scheidung am 24. August 1850 mit Lady Susan Harriet Catherine Hamilton (1814–1889) verheiratet, der Tochter von Alexander Hamilton, 10. Duke of Hamilton (1767–1852).
Aus dieser Ehe gingen vier Söhne und eine Tochter hervor. Der älteste Sohn Henry Pelham Alexander Pelham-Clinton (1834–1879), war Unterhausabgeordneter und erbte beim Tod seines Vaters 1864 die Titel als 6. Duke of Newcastle. Der zweitälteste Sohn Lord Edward William Pelham-Clinton (1836–1907) war ebenfalls Unterhausabgeordneter und bekleidete von 1894 bis 1901 am Königlichen Hof das Amt als Master of the Household. Seine einzige Tochter Lady Susan Charlotte Catherine Pelham-Clinton (1839–1875) war die Ehefrau des Oberstleutnant und Unterhausabgeordneten Lord Adolphus Frederick Charles William Vane-Tempest (1825–1864), dessen Vater der Offizier, Politiker und Diplomat Charles Vane, 3. Marquess of Londonderry war. Sein zweitjüngster Sohn Lord Arthur Pelham-Clinton (1840–1870) war ebenfalls Abgeordneter des Unterhauses, während der jüngste Sohn Lord Albert Sidney Pelham-Clinton (1845–1884) war.

## Hintergrundliteratur
- G. E. Marindin (Hrsg.): Letters of Frederic Lord Blachford, 1896.
- J. Martineau: The life of Henry Pelham, fifth duke of Newcastle, 1811–1864, 1908.
- G. Smith: Reminiscences, 1910.
- P. Gibbs: Crimean blunder, 1960.
- N. Gash: Mr Secretary Peel: the life of Sir Robert Peel to 1830, 1961.
- J. B. Conacher: The Aberdeen coalition, 1852–1855, 1968.
- W. P. Morrell: British colonial policy in the mid-Victorian age, 1969.
- F. D. Munsell: Charles Edward Trevelyan and Peelite Irish famine policy, 1845–1846, in: Societas, 1/4, 1971, S. 299–315.
- C. C. Eldridge: The Lincoln divorce case. A study in Victorian morality, in: Trivium, 11, 1976, S. 21–39.
- J. M. Ward: Colonial self-government. The British experience, 1759–1856, 1976.
- V. Surtees: A Beckford inheritance. The Lady Lincoln scandal, 1977.
- F. D. Munsell: The unfortunate duke: Henry Pelham, fifth duke of Newcastle, 1811–1864, 1985.
- Chambers Biographical Dictionary, Edinburgh 2002, ISBN 0-550-10051-2, S. 1182.